# Viktorijansko obdobje
V zgodovini Združenega kraljestva in Britanskega imperija je bilo viktorijansko obdobje vladavina kraljice Viktorije od 20. junija 1837 do njene smrti 22. januarja 1901. Včasih se uporabljajo nekoliko drugačne definicije. Obdobje je sledilo jurijanskemu obdobju in je bilo pred edvardijanskim obdobjem, njena kasnejša polovica pa se prekriva s prvim delom dobe Belle Époque celinske Evrope.
V Združenem kraljestvu so potekale različne liberalizirajoče politične reforme, vključno s širitvijo volilne pravice. Velika lakota je na začetku tega obdobja povzročila množične smrti na Irskem. Britanski imperij je imel relativno mirne odnose z drugimi velikimi silami. Sodeloval je v različnih vojaških spopadih predvsem proti manjšim silam. Britanski imperij se je v tem obdobju razširil in postal prevladujoča sila na svetu.
Viktorijanska družba je cenila visok standard osebnega vedenja v vseh delih družbe. Poudarek na morali je dal zagon družbenim reformam, vendar je tudi omejil svobodo nekaterih skupin. V tem obdobju se je blaginja povečala, vendar je bila izčrpavajoča podhranjenost še vedno prisotna. Pismenost in izobraževanje otrok sta v Veliki Britaniji prvič postala skoraj univerzalna. Medtem ko so bili narejeni nekateri poskusi izboljšanja življenjskih pogojev, so stanovanja v barakarskih naseljih in bolezni ostali resen problem.
V tem obdobju je prišlo do pomembnega znanstvenega in tehnološkega razvoja. Britanija je bila napredna zlasti v industriji in tehniki, nekoliko nerazvita v umetnosti in izobraževanju. Prebivalstvo Velike Britanije se je hitro povečevalo, na Irskem pa močno upadalo.

## Terminologija in periodizacija
V najstrožjem smislu viktorijanska doba zajema trajanje Viktorijine vladavine kot kraljice Združenega kraljestva Velike Britanije in Irske, od njenega pristopa 20. junija 1837 – po smrti njenega strica Viljema IV. – do njene smrti 22. januarja. 1901, nakar jo je nasledil njen najstarejši sin Edvard VII. Britanski Njena vladavina je trajala 63 let in sedem mesecev, kar je daljše obdobje od vseh njenih predhodnikov. Izraz 'viktorijanski' je bil v sočasni rabi za opis dobe. Obdobje je bilo razumljeno tudi v širšem pomenu kot obdobje, ki je imelo občutljivost in značilnosti, ki se razlikujejo od obdobij, ki so mu sosednja in v tem primeru je včasih datirano, da se je začelo pred Viktorijinim pristopom - običajno s prehodom ali vznemirjenjem za (med 1830) Reform Act 1832, ki je uvedel obsežno spremembo volilnega sistema Anglije in Walesa. Definicije, ki nakazujejo posebno občutljivost ali politiko dobe, so prav tako ustvarile skepticizem glede vrednosti oznake 'viktorijanski', čeprav so obstajale tudi obrambe.
Michael Sadleir je vztrajal, da »v resnici viktorijansko obdobje sestavljajo tri obdobja in ne eno«. He distinguished early Victorianism—the socially and politically unsettled period from 1837 to 1850 Razlikoval je zgodnji viktorijanizem – družbeno in politično neurejeno obdobje od 1837 do 1850 – in pozni viktorijanizem (od 1880 dalje), z novimi valovi estetizma in imperializma, od viktorijanskega razcveta: sredi viktorijanstva, 1851 do 1879. Za zadnje obdobje je videl značilno mešanico blaginje, domače preudarnosti in samozadovoljstva – kar je G. M. Trevelyan imenoval »srednja viktorijanska desetletja tihe politike in bučne blaginje«.

## Politična in diplomatska zgodovina
Doma se je Britanija liberalizirala in postopoma razvila v demokracijo. Reformni zakon, ki je vnesel različne spremembe volilnega sistema, vključno s širitvijo volilne pravice, je bil sprejet leta 1832. Franšiza je bila znova razširjena z drugim reformnim zakonom leta 1867. Mesta so dobila večjo politično avtonomijo in delavsko gibanje je bilo legalizirano. Od leta 1845 do 1852 je velika lakota povzročila množično lakoto, bolezni in smrt na Irskem, kar je sprožilo obsežno izseljevanje. V odgovor na to so bili razveljavljeni koruzni zakoni. Po Britanskem imperiju je reforma vključevala hitro širitev, popolno odpravo suženjstva v afriških posestih in konec prevoza obsojencev v Avstralijo. Omejitve kolonialne trgovine so bile zrahljane in na nekaterih ozemljih je bila uvedena odgovorna (tj. delno avtonomna) vlada.
Skozi večino 19. stoletja je bila Britanija najmočnejša država na svetu. Obdobje od 1815 do 1914, znano kot Pax Britannica, je bil čas razmeroma miroljubnih odnosov med velikimi svetovnimi silami. To še posebej velja za odnose Britanije z drugimi. Edina vojna, v kateri se je Britanski imperij boril proti drugi veliki sili, je bila krimska vojna, od 1853 do 1856. Znotraj Britanskega imperija je prišlo do različnih uporov in nasilnih spopadov in Britanija je sodelovala v vojnah proti manjšim silam. Sodelovala je tudi v diplomatskih bojih Velike igre in Dirka za Afriko.
Leta 1840 se je kraljica Viktorija poročila s svojim nemškim bratrancem princem Albertom Saško-Coburški-Gotha. Paru se je rodilo devet otrok, ki so se sami poročili v različne kraljeve družine, kraljica pa je tako postala znana kot 'babica Evrope'. Leta 1861 je Albert umrl. Viktorija je žalovala in se za deset let umaknila iz javnega življenja. Leta 1871, ko so v Veliki Britaniji naraščala republikanska čustva, se je začela vračati v javno življenje. V poznih letih je njena priljubljenost narasla, ko je postala simbol Britanskega imperija. Kraljica Viktorija je umrla 22. januarja 1901.

## Družba in kultura
V viktorijanski dobi se je hitro razvijal srednji razred, ki je postal pomemben kulturni vpliv in je v veliki meri nadomestil aristokracijo kot prevladujoči razred britanske družbe. Razvil se je značilen življenjski slog srednjega razreda, ki je vplival na vrednotenje celotne družbe. Večji pomen je bil pripisan vrednosti družine in zamisel, da mora zakon temeljiti na romantični ljubezni, je pridobila na popularnosti. Vzpostavljena je bila jasna ločitev med domom in delovnim mestom, ki je prej pogosto ni bilo. Na dom so gledali kot na zasebno okolje, kjer so gospodinje svojim možem nudile oddih pred težavami zunanjega sveta. V okviru tega ideala se je od žensk pričakovalo, da se bodo osredotočile na domače zadeve in se zanašale na moške kot hranilce. Ženske so imele omejene zakonske pravice na večini področij življenja in razvilo se je feministično gibanje. Starševska avtoriteta je veljala za pomembno, vendar so otroci prvič dobili pravno zaščito pred zlorabo in zanemarjanjem. Dostop do izobraževanja se je v 19. stoletju hitro povečal. V Angliji in Walesu so bile prvič ustanovljene državne šole. Izobraževanje je postalo obvezno za prednajstniške otroke v Angliji, na Škotskem in v Walesu. Stopnja pismenosti se je hitro povečevala in je do konca stoletja postala skoraj univerzalna. Zasebno izobraževanje za premožnejše otroke, dečke in postopoma dekleta, se je tekom stoletja bolj formaliziralo.
Rastoči srednji razred in močno evangeličansko gibanje sta dajala velik poudarek spoštljivemu in moralnemu kodeksu vedenja. To je vključevalo značilnosti, kot so dobrodelnost, osebna odgovornost, nadzorovane navade, otrokovo discipliniranje in samokritičnost. Poleg osebnega napredka je bila pomembna tudi socialna reforma. Utilitarizem je bila še ena filozofija, ki se je videla kot osnovana na znanosti in ne na morali, poudarjala pa je tudi družbeni napredek. Med tema dvema ideološkima smerema se je oblikovalo zavezništvo. Reformatorji so poudarjali vzroke, kot so izboljšanje razmer žensk in otrok, dajanje prednosti reformi policije pred ostrim kaznovanjem za preprečevanje kriminala, verska enakost in politična reforma za vzpostavitev demokracije. Politična zapuščina reformnega gibanja je bila povezava nekonformistov (del evangeličanskega gibanja) v Angliji in Walesu z liberalno stranko. To se je nadaljevalo vse do prve svetovne vojne. Prezbiterijanci so imeli podobno vlogo kot verski glas za reformo na Škotskem.
Religija je bila v tem obdobju politično kontroverzna, nekonformisti pa so si prizadevali za razpustitev anglikanske cerkve. Nekonformisti so leta 1851 v Angliji sestavljali približno polovico obiskovalcev cerkve in postopoma je bila zakonska diskriminacija, ki je bila uvedena proti njim zunaj Škotske, odstranjena. V veliki meri so bile odpravljene tudi zakonske omejitve za katoličane. Število katoličanov je v Veliki Britaniji naraslo zaradi spreobrnjenj in priseljevanja z Irske. Sekularizem in dvomi o točnosti Stare zaveze so rasli med ljudmi z višjo stopnjo izobrazbe. Severnoangleški in škotski akademiki so bili bolj versko konservativni, medtem ko sta agnosticizem in celo ateizem (čeprav je bilo njegovo spodbujanje nezakonito) pridobila privlačnost med akademiki na jugu. Zgodovinarji omenjajo 'viktorijansko krizo vere', obdobje, ko so se morali verski pogledi prilagoditi novim znanstvenim spoznanjem in kritiki Svetega pisma.
Različna bralna gradiva so v tem obdobju postala priljubljena, vključno z romani, revijami za ženske, otroško literaturo in časopisi. Veliko literature, vključno s čtivi, je bilo razdeljenih na ulici. Zelo priljubljena je bila tudi glasba, saj so bile množično priljubljene zvrsti, kot so ljudska glasba, glasbene dvorane, godbe na pihala, gledališka glasba in zborovska glasba. To, kar danes imenujemo klasična glasba, je bilo nekoliko nerazvito v primerjavi z deli Evrope, a je imelo precejšnjo podporo. V viktorijanski dobi so bili uvedeni ali popularizirani mnogi športi. Postali so pomembni za moško identiteto. Primeri so kriket, nogomet, ragbi, tenis in kolesarjenje. Zamisel o udeležbi žensk v športu se ni dobro ujemala z viktorijanskim pogledom na ženskost, vendar se je njihova udeležba z napredovanjem obdobja povečala. Za srednji razred je bilo veliko prostočasnih dejavnosti, kot so namizne igre, mogoče izvajati doma, medtem ko so bile domače počitnice na podeželju, kot sta Lake District in Škotsko višavje, vse bolj praktične. Delavski razredi so imeli svojo lastno kulturo, ločeno od kulture bogatejših, različne cenejše oblike zabave in rekreacijske dejavnosti, ki jih je zagotavljala filantropija. Potovanja v letovišča, kot je Blackpool, so bila proti koncu obdobja vse bolj priljubljena. Sprva je industrijska revolucija povečala delovni čas, vendar so v 19. stoletju različne politične in gospodarske spremembe povzročile, da se je delovni čas znižal na predindustrijsko raven in v nekaterih primerih pod njo, kar je ustvarilo več časa za prosti čas.
- Rekreacija viktorijanskega salona v muzeju Nidderdale v Yorkshiru
- Poceni obroki za revne otroke v vzhodnem Londonu (1870)
- Ure prostega časa (1855), upodobitev počivajočega človeka Georgea Hardyja

## Gospodarstvo, industrija in trgovina
Pred industrijsko revolucijo se je vsakdanje življenje več sto let malo spremenilo. V 19. stoletju je prišlo do hitrega tehnološkega razvoja s številnimi novimi izumi. Zaradi tega je Velika Britanija postala najpomembnejša industrijska in trgovska država tistega časa. Zgodovinarji so sredino viktorijanske dobe (1850–1870) označili za britanska 'zlata leta' z nacionalnim dohodkom na osebo, ki se je povečal za polovico. To blaginjo je poganjala povečana industrializacija, zlasti na področju tekstila in strojev, skupaj z izvozom v imperij in drugod. Pozitivne gospodarske razmere, pa tudi moda med delodajalci za zagotavljanje socialnih storitev svojim delavcem, so pripeljali do relativne socialne stabilnosti. Čartistično gibanje za pravico do volilne pravice iz delavskega razreda, ki je bilo vidno v zgodnjem viktorijanskem obdobju, je razpadlo. Vključevanje vlade v gospodarstvo je bilo omejeno. Šele v obdobju po drugi svetovni vojni, približno stoletje pozneje, je država ponovno doživela znatno gospodarsko rast. Toda medtem ko je bila industrija dobro razvita, sta bili izobraževanje in umetnost povprečni. Stopnje plač so se v poznem 19. stoletju še naprej izboljševale: realne plače (po upoštevanju inflacije) so bile leta 1901 za 65 odstotkov višje v primerjavi z letom 1871. Veliko denarja je bilo prihranjenega, saj se je število vlagateljev v hranilnicah povečalo s 430.000 v 1831 na 5,2 milijona leta 1887, njihove vloge pa s 14 milijonov funtov na več kot 90 milijonov funtov.
Otroci so vedno igrali pomembno vlogo v gospodarskem življenju, vendar je izkoriščanje njihovega dela postalo še posebej intenzivno v viktorijanski dobi. Otroci so delali v najrazličnejših poklicih, vendar so s tem obdobjem povezane predvsem tovarne. Zaposlovanje otrok je imelo prednosti, saj so bili poceni, imeli so omejeno sposobnost upiranja težkim delovnim razmeram in so lahko vstopali v prostore, premajhne za odrasle. Obstajajo poročila o srečnem odraščanju, ki je vključevalo delo otrok, vendar so bili pogoji na splošno slabi. Plačilo je bilo nizko, kazni hude, delo nevarno in je motilo razvoj otrok (pogosto so bili preutrujeni za igro tudi v prostem času). Zgodnji porod bi lahko povzročil vseživljenjsko škodo; celo v 1960-ih in 1970-ih so bili starejši ljudje v industrijskih mestih znani po pogosto nenavadno nizki rasti, deformiranem telesu in boleznih, povezanih z nezdravimi delovnimi pogoji. Reformatorji so želeli otroke v šoli; leta 1840 se je le okoli 20 odstotkov otrok v Londonu šolalo. Do leta 1850 je bila približno polovica otrok v Angliji in Walesu v šoli (brez nedeljske šole). Od zakona o tovarnah iz leta 1833 dalje so bili poskusi, da bi delavce spravili v šolanje ob delu, čeprav je bilo to pogosto težko doseči. Šele v 1870-ih in 1880-ih so otroke začeli siliti v šolo. Delo je še naprej zaviralo šolanje otrok v začetku 20. stoletja.

## Stanovanje in javno zdravje
Velika Britanija je v 19. stoletju doživela velik porast prebivalstva, ki ga je spremljala hitra urbanizacija, ki jo je spodbudila industrijska revolucija. V popisu leta 1901 so bili več kot trije od vsakih štirih ljudi razvrščeni kot prebivalci mestnega območja, v primerjavi z enim od petih stoletje prej. Zgodovinar Richard A. Soloway je zapisal, da je »Velika Britanija postala najbolj urbanizirana država na Zahodu«. Hitra rast mestnega prebivalstva je vključevala nova industrijska in proizvodna mesta, pa tudi storitvena središča, kot sta Edinburgh in London. Zasebno najemanje stanovanj pri najemodajalcih je bilo prevladujoče. P. Kemp pravi, da je bilo to običajno v korist najemnikov. Velika težava je bila prezasedenost, saj je v eni sobi pogosto spalo sedem ali osem ljudi. Vsaj do leta 1880 so bile sanitarne razmere neustrezne na področjih, kot sta oskrba z vodo in odvajanje odplak. Vse to je negativno vplivalo na zdravje, predvsem obubožane mladine. Na primer, od otrok, rojenih v Liverpoolu leta 1851, jih je le 45 odstotkov preživelo 20 let. Razmere so bile še posebej slabe v Londonu, kjer se je število prebivalcev močno povečalo, slabo vzdrževana in prenatrpana stanovanja pa so postala slum. Kellow Chesney je o situaciji zapisal:
Ostudna barakarska naselja, nekatera med njimi široka hektarjev, nekatera le razpoke nejasne bede, sestavljajo precejšen del metropole ... V velikih, nekoč lepih hišah lahko v eni sami sobi živi trideset ali več ljudi vseh starosti.
Lakota in slaba prehrana sta bili običajen vidik življenja po Združenem kraljestvu v viktorijanskem obdobju, še posebej v 1840-ih, vendar je bila množična lakota, opažena med veliko lakoto na Irskem, edinstvena. Stopnje revščine so se v 19. stoletju močno znižale s kar dveh tretjin prebivalstva leta 1800 na manj kot tretjino do leta 1901. Študije iz leta 1890 so pokazale, da je skoraj 10 % mestnega prebivalstva živelo v stanju obupa in mu primanjkovalo hrane, potrebne za vzdržuje osnovne telesne funkcije. Odnos do revnih je bil pogosto nenaklonjen in so jih pogosto krivili za njihov položaj. V tem duhu je bil zakon o spremembi zakona o revnih iz leta 1834 namerno oblikovan za njihovo kaznovanje in bo ostal osnova za zagotavljanje socialne pomoči v 20. stoletju. Medtem ko je bilo veliko ljudi nagnjenih k razvadam, ne nazadnje alkoholizmu, zgodovinar Bernard A. Cook trdi, da je bil glavni razlog za revščino 19. stoletja to, da so bile običajne plače za večino prebivalstva preprosto prenizke. Komaj dovolj za preživetje v dobrih časih, kaj šele za varčevanje v slabih.
Sčasoma so bile narejene izboljšave na področju stanovanj, skupaj z upravljanjem odplak in vode, s čimer je Združeno kraljestvo sčasoma dobilo najnaprednejši sistem varovanja javnega zdravja kjerkoli na svetu. Kakovost in varnost gospodinjske razsvetljave sta se v tem obdobju izboljšali z oljenkami, ki so postale norma v zgodnjih 1860-ih, plinsko razsvetljavo v 1890-ih in električnimi lučmi, ki so se začele pojavljati v domovih najbogatejših do konca obdobja. Medicina je v 19. stoletju hitro napredovala in prvič je bila razvita teorija o klicah. Zdravniki so postali bolj specializirani in število bolnišnic je naraslo. Skupno število smrti se je zmanjšalo za približno 20 %. Pričakovana življenjska doba žensk se je podaljšala s približno 42 na 55 let in s 40 na 56 let za moške. Kljub temu se je stopnja umrljivosti le malo zmanjšala, z 20,8 promila leta 1850 na 18,2 do konca 19. stoletja. Urbanizacija je pripomogla k širjenju bolezni, slabe življenjske razmere pa so marsikje težavo še poslabšale. Prebivalstvo Anglije, Škotske in Walesa je v 19. stoletju hitro raslo. Šteje se, da so k temu prispevali različni dejavniki, vključno z naraščajočo stopnjo rodnosti (čeprav je do konca obdobja upadala), odsotnost katastrofalne pandemije ali lakote na otoku Velika Britanija v 19. stoletju prvič v zgodovini, izboljšana prehrana in nižja splošna stopnja umrljivosti. Prebivalstvo Irske se je močno zmanjšalo, predvsem zaradi izseljevanja in velike lakote.
- Slum v Glasgowu (1871)
- Stavbe, ki so bile prvotno zgrajene kot delavnica Llanfyllin, dom za revne, ki ga je financirala država in je deloval od leta 1838 do 1930.[32][33]
- Fotografija matere in otroka, avtor Alfred Capel-Cure (ok. 1850 ali 1860)

## Znanje in infrastruktura
Profesionalizacija znanstvenih študij se je v nekaterih delih Evrope začela po francoski revoluciji, vendar je počasi dosegla Britanijo. William Whewell je leta 1833 skoval izraz znanstvenik za tiste, ki so preučevali tisto, kar je bilo takrat splošno znano kot naravna filozofija, vendar je trajalo nekaj časa, da se je uveljavil. Ker so prej v njej prevladovali amaterji z ločenim dohodkom, je Kraljeva družba od leta 1847 sprejemala samo profesionalce. Britanski biolog Thomas Henry Huxley je leta 1852 navedel, da je še vedno težko preživeti samo kot znanstvenik. Odmevna so postala znanstvena spoznanja in razprave, kot je tista o knjigi Charlesa Darwina o evoluciji. Poenostavljena (in včasih netočna) poljudna znanost se je vedno bolj širila prek različnih publikacij, kar je povzročalo napetosti med strokovnjaki. Prišlo je do pomembnega napredka na različnih področjih raziskav, vključno s statistiko, elastičnostjo, hlajenjem, naravoslovjem, elektriko in logiko.
Velika Britanija je bila sredi 19. stoletja izjemno napredna v tehnologiji. Inženirstvo, ki se je v 18. stoletju razvilo v poklic, je v tem obdobju dobilo nov profil in ugled. V viktorijanskem obdobju so se komunikacijske in transportne metode močno razvile. Leta 1837 sta William Fothergill Cooke in Charles Wheatstone izumila prvi telegrafski sistem. Ta sistem, ki je za prenos kodiranih sporočil uporabljal električne tokove, se je hitro razširil po Veliki Britaniji in se pojavil v vseh mestih in poštah. Proti koncu stoletja se je razvilo svetovno omrežje. Leta 1876 je Alexander Graham Bell patentiral telefon. Nekaj več kot desetletje kasneje je bilo v Veliki Britaniji v uporabi 26.000 telefonov. V vsakem večjem mestu je bilo nameščenih več stikalnih plošč. Guglielmo Marconi je ob koncu tega obdobja razvil zgodnje radijsko oddajanje. Železnice so bile gospodarsko pomembne v viktorijanski dobi, saj so omogočale premikanje blaga, surovin in ljudi ter spodbujale trgovino in industrijo. Bili so tudi velik delodajalec in industrija sami po sebi.

## Moralni standardi
Pričakovani standardi osebnega vedenja so se spremenili približno v prvi polovici 19. stoletja, pri čemer sta lepo vedenje in samoomejevanje postalo veliko pogostejše. Zgodovinarji so predlagali različne prispevajoče dejavnike, kot so veliki konflikti Britanije in Francije v zgodnjem 19. stoletju, kar pomeni, da se je bilo treba izogniti motečim skušnjavam grešnega vedenja, da bi se osredotočili na vojna prizadevanja in prizadevanja evangeličanskega gibanja za moralno izboljšanje. Obstajajo dokazi, da so se pričakovani standardi moralnega vedenja odražali v dejanjih in retoriki v vseh slojih družbe. Analiza je na primer pokazala, da je manj kot 5 % parov delavskega razreda živelo zunajzakonsko pred poroko.
Zgodovinar Harold Perkin je trdil, da je sprememba moralnih standardov sredi 19. stoletja privedla do »zmanjšane krutosti do živali, zločincev, norcev in otrok (v tem vrstnem redu)«. Uvedene so bile pravne omejitve glede mučenja živali. V 1830-ih in 1840-ih so bile uvedene omejitve glede delovnega časa otrok delavcev. Skozi stoletje so se vrstili nadaljnji posegi za dvig ravni zaščite otrok. Zmanjšala se je tudi uporaba smrtne kazni. Stopnja kriminala se je v drugi polovici 19. stoletja znatno zmanjšala. Sociologinja Christie Davies je to spremembo povezala s poskusi moralne vzgoje prebivalstva, zlasti v nedeljskih šolah.
V nasprotju s splošnim prepričanjem je viktorijanska družba razumela, da tako moški kot ženske uživajo v kopulaciji. Od žensk se je pričakovala čistost, medtem ko je bil odnos do spolnega vedenja moških bolj sproščen. Razvoj policijskih sil je sredi 19. stoletja privedel do porasta pregonov nezakonite sodomije. Moška spolnost je postala priljubljen predmet študija medicinskih raziskovalcev. Prvič so bila vsa moška homoseksualna dejanja prepovedana. V času, ko so bile možnosti zaposlitve za ženske omejene in na splošno slabo plačane, so se nekatere ženske, zlasti tiste brez podpore družine, lotile prostitucije, da bi se preživljale. Odnos do prostitucije v javnem življenju in med prebivalstvom je bil različen. Tudi dokazi o položaju prostitutk so različni. Ena sodobna študija trdi, da je bila trgovina za mnoge ženske kratkoročna odskočna deska k drugačnemu življenjskemu slogu, medtem ko druga, novejša študija trdi, da so bile izpostavljene fizični zlorabi, finančnemu izkoriščanju, državnemu preganjanju in težkim delovnim pogojem. Zaradi skrbi glede spolnih bolezni, zlasti med vojaki, so bile ženske, osumljene prostitucije, v obdobju med 1860-imi in 1880-imi leti obvezne naključne preiskave za spolno prenosljive okužbe in pripor, če so ugotovili, da so okužene. To je med ženskami na splošno povzročilo veliko nezadovoljstva zaradi načela, na katerem temeljijo pregledi, da je treba ženske nadzorovati, da bi bile varne za spolno uporabo s strani moških, pregledom pa so nasprotovale nekatere najzgodnejše feministične kampanje. Zaskrbljenost glede spolnega izkoriščanja mladostnic se je v tem obdobju povečala, zlasti po škandalu z belim suženjstvom, ki je prispeval k dvigu starosti za privolitev s 13 na 16 let.